# Paciano de Barcelona
Paciano (em latim: Pacianus; em catalão:  Sant Pacià) foi um bispo de Barcelona durante o século IV. Seu episcopado durou de 365 até a sua morte, sucedendo Pretextato (Pretextat), que compareceu num concílio da igreja em Sérdica (atualmente, Sófia, na Bulgária) em 347 (Concílio de Sérdica) e que foi o primeiro bispo de Barcelona registrado.
Considerado um Pai da Igreja, Paciano foi eulogizado na obra de Jerônimo em De viris illustribus, na qual ele elogia sua eloquência, erudição, castidade e santidade.
Seus escritos sobreviveram apenas parcialmente, três cartas e um pequeno tratado (Paraenesis ad Poenitentiam). Neles, ele discutiu a disciplina eclesiástica, batismo, o primado petrino e ensinamentos sobre penitência contra o Novacionismo, que estava então florescendo na Hispânia. Ele também é lembrado por uma frase de uma de suas cartas:
| “ | Christianus mihi nomen est, catholicos vero cognomen ("Meu nome é Cristão, meu sobrenome é Católico.") | ” |
|   | — São Paciano, Cartas .                                                                                |   |

Paciano era casado e tinha um filho, Flávio Dexter, que serviu como prepósito do cubículo sagrado para Teodósio I e como prefeito da guarda pretoriana para o imperador Honório). Jerônimo não conhecia Paciano pessoalmente, mas conhecia seu filho.